# Gamelbert
Gamelbert ou Gamalbert est un bienheureux de l'Église catholique romaine du VIIIe siècle fêté localement le 17 janvier. Il est souvent représenté en pèlerin entouré d'oiseaux.

## Biographie
Gamelbert est issu d'une famille seigneuriale bavaroise. Il est lui-même seigneur de Michaelsbuch, village faisant partie aujourd'hui de la commune de Stephansposching, lorsqu'il est ordonné prêtre. Il œuvra dans les environs de Deggendorf, où le duc Tassilon III de Bavière lui fit don au milieu du VIIIe siècle d'un domaine (dont il paya la taxe, Medema en latin, d'où l'appellation de Metten) près de la vallée du Danube, pour fonder l'abbaye de Metten sous le vocable de saint Michel et qui fut ensuite protégée par Charlemagne.
Le premier abbé de Metten fut son filleul et disciple, le bienheureux Utto de Metten, qu'il fit venir de Milan, après s'être rendu en pèlerinage à Rome sur la tombe de saint Pierre. Douze moines de l'abbaye de Reichenau se joignirent à lui en 766 et défrichèrent les environs boisés. Utto dirigea les travaux à partir de son ermitage d'Uttobrunn.

## Sources
- Traduction de l'article Wikipedia en allemand.